# Luís de Almada
Luís de Almada (- Condeixa-a-Nova, 4 de Novembro de 1669), 6.º senhor de Pombalinho, 11.º  senhor dos Reguengos dos Lagares d´El-Reie comendador de São Vicente de Vimioso e Torres Vedras na Ordem de Cristo.
Seguindo as pisadas do seu pai, Antão de Almada, foi um dos "40 Conjurados da Restauração da Independência de Portugal contra o governo castelhano, dito espanhol. E ambos os seus nomes constam, com a sua presença, no 1.º "Auto do Levantamento e Juramento d' El-Rei Dom João IV" (de fidelidade) realizado no dia 15 de Dezembro de 1640 e assim como no seguinte, solenemente confirmando-o, em 28 de Janeiro de 1641.
Foi indigitado a 13 de Março de 1642 para Capitão-mor e Governador de armas de Coimbra e foi Fronteiro-mor da vila de Buarcos e Mestre de campo. Exerceu igualmente o cargo de provedor da Santa Casa da Misericórdia de Santarém entre 1657 e 1659.
Uma curiosa acção judicial da Inquisição, em 23 de janeiro de 1648, nos dá a informação que ó "D. Luiz d´Almada" devia 500$000 reais ao réu Jorge Dias. 

## Dados genealógicos
Luís de Almada (11º senhor dos Lagares d' El-Rei) (6º senhor de Pombalinho (Soure). Morreu em 1660, no seu palácio de Condeixa
Filho de:
- Antão de Almada, 7.º conde de Avranches ((10º senhor dos Lagares d' El-Rei) (5º senhor de Pombalinho (Soure), e de D. Isabel da Silva.

Casou com:
- a 1.ª vez, em 1620, com Ana de Vilhena (ou Menezes) (viúva de Simão de Melo de Sampaio ou simplesmente Simão de Melo, comendador de São Salvador do Campo do Neiva e coronel de um dos terços de Lisboa), filha de Bernardino de Meneses, comendador e Alcaide-mor de Proença na Ordem de Cristo e da comenda de Moncorvo, e de Lourença de Sousa da Silva. Sem geração.[12]

- 2.ª vez, em 1625, com Luísa de Menezes (sobrinha da sua 1.ª mulher acima), aia da Casa Real Portuguesa,[13] filha e herdeira de Francisco de Menezes[14], por alcunha o Barrabás, herdeiro de seu pai referido acima, alcaide-mor e comendador de Proença e de Moncorvo, e de Filipa de Menezes, por sua vez filha de Cristóvão de Almada, provedor da Casa da Índia, comendador da Ordem de Cristo, e de D. Luísa de Melo, senhora de Carvalhais, Ílhavo, Verdemilho, Ferreiros, Avelãs, e outras localidades, com seus padroados[15]. Ao ficar viúva, apesar da sua vasta prole de filhos, veio a casar de novo com Francisco de Sá e Menezes, vereador da Câmara de Lisboa[16].

Teve 7 filhos, desta 2.ª união:
- Antão de Almada e Menezes, batizado em Condeixa-a-Nova a 1 de Outubro de 1651,[17] cavaleiro da Ordem de Cristo (18.5.1661),[18] tendo sucedido a casa de seu pai mas que morreu "moço", a 4 de Novembro de 1669, sem se casar.[1]
- Francisco de Almada e Menezes, morreu de pouca idade.
- Lourenço de Almada, 12º senhor dos Lagares d' El-Rei, 7º senhor de Pombalinho casado com D. Catarina Henriques. Sucedeu a seu irmão na Casa[19].
- José de Almada, formado em cânones na Universidade de Coimbra, nascido em Lisboa,[20], chantre da Sé de Viseu, arcipreste da Sé de Lisboa, sumilher de cortina dos reis D. Pedro II e D. João V. Morreu nas Caldas da Rainha em 1709ref>Historia genealogica da casa real Portugueza, desde sua origem ate' o presente, com as familias illustres, ... por D. António Caetano de Sousa, Tomo 1. 12, Lisboa, 1743, pág. 617</ref>.
- Filipa Maria de Melo casada com seu primo Cristóvão de Almada, senhor de Ílhavo[21] e de Carvalhais.
- Isabel Francisca da Silva[22], dama da rainha D. Maria Francisca Isabel de Saboia[23], casada com Rodrigo Sanches Farinha de Baena, alcaide-mor e senhor do Faial e da Graciosa, senhor do "Seixo Amarelo" na Guarda, e Comendador de Esgueira,[24] administrador da Quinta da Palma, no termo de Lisboa, e que morreu em 1730. (Tiveram apenas um filho que morreu solteiro)[25]
- Caetana da Silva ou Soror Caetana, freira no Convento da Esperança em Lisboa.[26]

## Controvérsia
Segundo alguns, não terá sido conde de Avranches ou Abranches, tal como tinham sido seus antepassados, apesar de representar a varonia do último que há a certeza de ter usado o respectivo título nobiliárquico.